# Párty Hárd
Párty Hárd je český film z roku 2019, který napsal a režíroval Martin Pohl, známý i pod pseudonymem Řezník. Kameramanem byl Marek Brožek. Jedná se o film z žánru teenagerovské komedie, děj pojednává o třech spolužácích, kteří chtějí udělat ten nejlepší mejdan pod sluncem, aby zapůsobili na své vysněné dívky. Na film volně navazuje film Párty Hárder: Summer Massacre z roku 2022.

## Děj
Hlavními postavami jsou středoškoláci Péťa Král, Miky Novotný a Tomáš Jánský, kteří jsou ve svém kolektivu outsideři. Tomáš zažívá šikanu od svého despotického otce do té míry, že trpí inkontinencí, a Péťu zase sužuje vědomí, že je stále panicem - což je fakt, který mu neustále předhazuje jak třídní král Pája Poulíček, tak jeho vlastní táta. Péťa je navíc silně zamilovaný do krásné spolužačky Lindy, jenže vůbec neví, jak na ni. Chlapci se rozhodnou změnit status quo, a vyšplhat v žebříčku školní hierarchie až nahoru. Docílit toho chtějí tím, že uspořádají exkluzivní večírek, ale nevědí jak na to, jelikož je Poulíček na své akce nikdy nepozval. Po moudrých radách od místního bezdomovce Derviše se naši hrdinové odeberou opatřit alkohol a jiné drogy, které mají zaručit úspěšnost akce. Místnímu dealerovi pervitinu Grundzovi ovšem za nejasných okolností explodovala jeho varna, takže musí společně onu drogu uvařit ve škole při hodině chemie. Nakonec se jim večírek opravdu uskutečnit povede, nicméně se akce nezdaří úplně podle plánu.

## Obsazení
| Jakub Kalián        | Péťa Král      |
| Daniel Žáček        | Tomáš Jánský   |
| Jiří Bohatý         | Miky Novotný   |
| Adam Ernest         | Pája Poulíček  |
| Karolína Šafránková | Linda          |
| Radim Neuvirt       | Péťův otec     |
| Václav Žáček        | Tomášův otec   |
| Radek Hásek         | Derviš         |
| Marek Milko         | Dealer Grundza |
| Mirek Čáslavka      | Marek Neděla   |